# Zabłocie (powiat kłodzki)

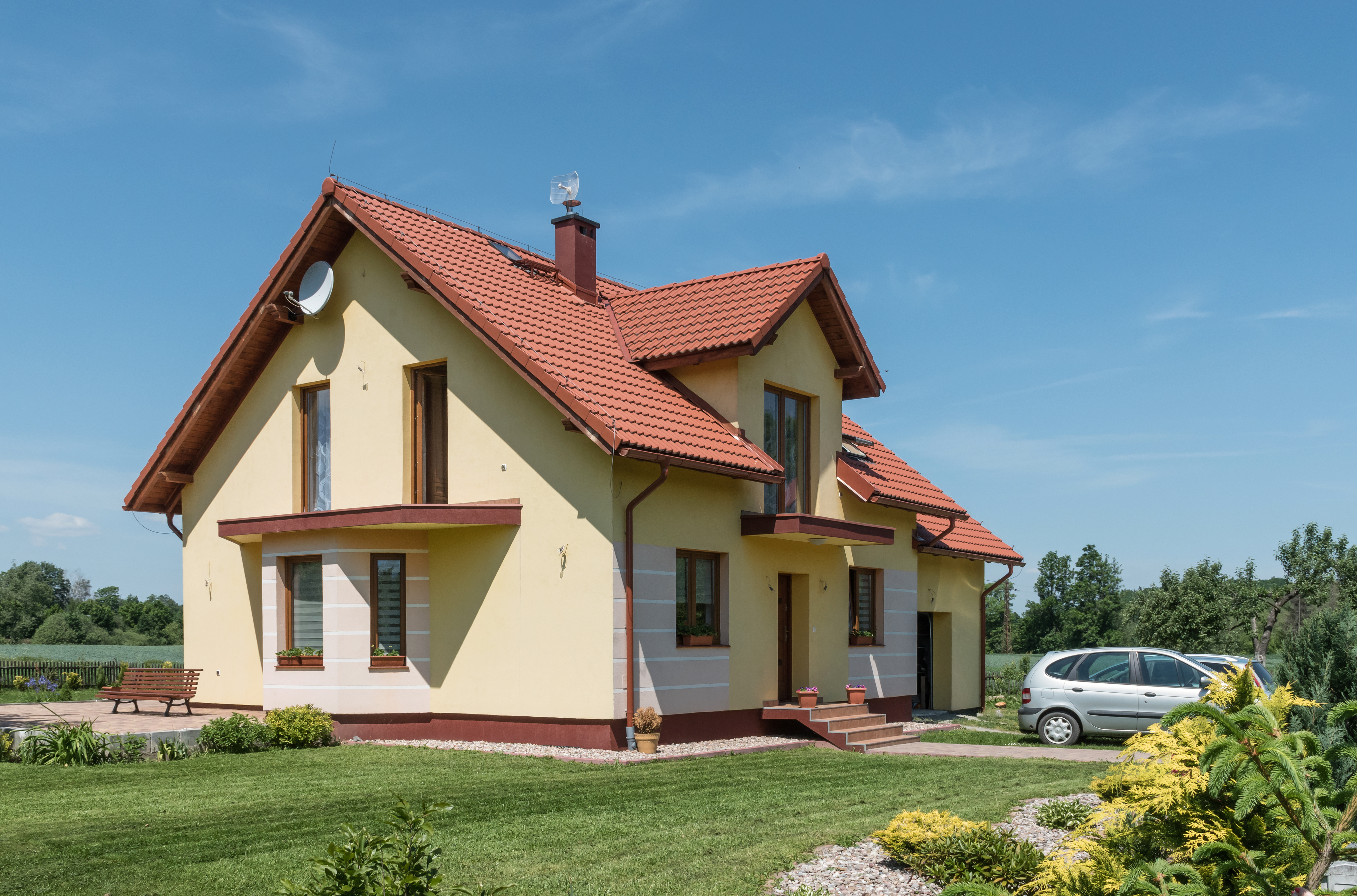
Dom jednorodzinny w Zabłociu

Zabłocie (niem. Krotenpfuhl) – wieś w Polsce położona w województwie dolnośląskim, w powiecie kłodzkim, w gminie Bystrzyca Kłodzka.

## Położenie
Zabłocie to niewielka wieś leżąca na lewym brzegu Nysy Kłodzkiej, na wysokości około 350–360 m n.p.m. Miejscowość graniczy od południa z Bystrzycą Kłodzką.

## Podział administracyjny
W latach 1975–1998 miejscowość należała administracyjnie do województwa wałbrzyskiego.

## Historia
Zabłocie było przez wieki związane z Bystrzycą Kłodzką, dla której było wsią służebną, a przez pewien czas przedmieściem. W XIV wieku istniało tu wolne sędziostwo. W 1840 roku w miejscowości było 38 budynków, w tym: gorzelnia, gospoda, młyn wodny i jedna z pierwszych na ziemi kłodzkiej elektrownia wodna. Po 1945 roku Zabłocie zachowało rolniczy charakter.

## Zabytki
W Zabłociu zachowało się po kilka starych domów mieszkalnych i gospodarczych z XIX wieku, krzyży przydrożnych i kapliczek domkowych z XIX wieku.